# Abies × sibirico-nephrolepis
Abies × sibirico-nephrolepis ist eine Hybride, die aus der natürlichen Kreuzung der Ostsibirischen Tanne (Abies nephrolepis) mit der Sibirischen Tanne (Abies sibirica) entstanden ist. Vorkommen sind bisher nur aus dem Norden der chinesischen Provinz Heilongjiang bekannt.

## Beschreibung
Abies × sibirico-nephrolepis wächst als immergrüner Baum, der Wuchshöhen von bis zu 25 Metern erreichen kann. In seinem Erscheinungsbild ähnelt die Hybride den beiden Elternarten, wobei häufig eine größere Ähnlichkeit mit der Ostsibirischen Tanne auftritt. Die Nadeln werden rund 1,5 Zentimeter lang und sind damit kürzer als die der Ostsibirischen Tanne.
Die Zapfen haben Deckschuppen, die weniger als dreiviertel so lang sind wie die Samenschuppen. Die sterilen Samen ähneln denen der Sibirischen Tanne und haben einen langen Samenflügel.

## Verbreitung und Standort
Bisher wurde nur von Vorkommen im Norden von Heilongjiang in China berichtet. Es ist jedoch anzunehmen, dass Abies × sibirico-nephrolepis auch an anderen Standorten vorkommt, an denen sich das Verbreitungsgebiet der Elternarten überlappt. Man findet sie in Gebirgstälern, in denen sie Mischbestände mit den beiden Elternarten sowie anderen Nadelbaum-Arten bildet.

## Systematik
Abies × sibirico-nephrolepis ist eine natürlich entstandene Hybride zwischen der Ostsibirischen Tanne (Abies nephrolepis) und der Sibirischen Tanne (Abies sibirica). Von manchen Autoren wird sie nur als Teil der natürlichen Variation der Ostsibirischen Tanne angesehen. Da sie allerdings Merkmale von beiden Arten aufweist, ist es jedoch wahrscheinlicher, dass es sich um eine Hybride handelt.
Die Erstbeschreibung von Abies × sibirico-nephrolepis erfolgte 1957 durch Makoto Takenouchi und Jia Ju Chien in "Acta Phytotaxonomica Sinica", Band 6(1), Seite 153, Tafeln 37 (C1-C3) und 38 (C1-C10). Der Name, der sich aus den Epitheta der beiden Elternarten zusammensetzt, ist jedoch nach Art. H10.3 ICBN ungültig.